# Corridoio paneuropeo V
Il corridoio paneuropeo V è una delle dieci vie di comunicazione dell'Europa centro-orientale, relativa ad un collegamento tra Venezia, Trieste, Lubiana, Maribor, Budapest, Užhorod, Leopoli e Kiev.
Corrisponde in parte al "Progetto prioritario 6" (Lione-Budapest) della rete TEN-T ma i due concetti non vanno confusi: la rete TEN-T è pianificata dall'Unione europea ed include esclusivamente progetti nei suoi stati membri (anche se collegati a quelli di stati terzi), mentre i "corridoi" includono anche tratte fuori dall'Unione europea e non sono definiti dalla stessa.
Il corridoio tocca le città di Venezia, Trieste, Lubiana, Maribor, Budapest, Užhorod, Leopoli, Kiev e si suddivide in tre rami:
- Ramo A: Bratislava, Žilina, Košice, Užhorod;
- Ramo B: Fiume, Zagabria, Maribor;
- Ramo C: Porto Tolero, Sarajevo, Osijek, Budapest.